# Danny Trejo
Danny Trejo (født Dan Trejo, Jr. 16. maj 1944 i Los Angeles i USA) er en amerikansk skuespiller. Han har medvirket i mange Hollywoodfilm, hvor han er kendt for sine roller som den hårde type.
Trejo er mexikansk-amerikaner og er søn af Alice Rivera og Dan Trejo, der var konstruktionsarbejder. Han er fætter til filmmageren Robert Rodriguez. Som ung var han kriminel og narkotikamisbruger. Han sad flere gange i fængsel, blandt andet i San Quentin State Prison, hvor han blev statsfængselets boksemester i letvægt og weltervægt. 
Han gennemgik et 12-trins afvænningsprogram, og til et møde mødte han en inden for filmbranchen som fik ham med i en mindre rolle i en film. Efter dette har han medvirket i mange film sammen med flere af topskuespillerne i Hollywood, som Johnny Depp, Al Pacino, Nicolas Cage, Charles Bronson, Jean-Claude Van Damme, George Clooney, Edward Furlong, John Malkovich, Robert De Niro, Harrison Ford, Val Kilmer, og Antonio Banderas.
Trejo har optrådt i 5 eller flere film per år i varierende genrer i blandt andre: Blood in Blood Out, Animal Factory, Anaconda, XXX, Desperado, Once Upon a Time in Mexico, Heat, From Dusk till Dawn, Con Air, Six Days Seven Nights, Spy Kids, The Replacement Killers, Anchorman: The Legend of Ron Burgundy, The Devil's Rejects, Valley of Angels, Delta Farce, Grindhouse, Rob Zombie's Halloween og Snoop Dogg's Hood of Horror.
Han har også lagt stemme til en del Playstation/X-box-spil, blandt andet i spillene Grand Theft Auto: Vice City og Grand Theft Auto: Vice City Stories til karakteren Umberto Robina, der har en stor lighed til Trejo, samt i kampspillet Def Jam: Fight for NY, hvor han er en spillebar karakter. 
Trejo er gift med Debbie Shreve. Han har tre børn: Danny Boy (født 1981), Gilbert (født 1988) og Danielle (født 1990) der alle er fra tidligere forhold.

## Filmografi
| År   | Titel                                         | Rolle                 |
| ---- | --------------------------------------------- | --------------------- |
| 1985 | Runaway Train                                 | Bokser                |
| 1987 | The Hidden                                    | Indsat                |
| 1987 | Death Wish 4: The Crackdown                   | Art Sanella           |
| 1988 | Bulletproof                                   | Sharkey               |
| 1989 | Kinjite: Forbidden Subjects                   | Indsat                |
| 1989 | Lock Up                                       | Chink's Gang Member   |
| 1991 | Wedlock                                       | Hårdt indsat #1       |
| 1993 | Blood in Blood Out                            | Geronimo              |
| 1995 | Desperado                                     | Navajas               |
| 1995 | Heat                                          | Trejo                 |
| 1996 | From Dusk till Dawn                           | Razor Charlie         |
| 1997 | Anaconda                                      | Poacher               |
| 1997 | Con Air                                       | Johnny 23             |
| 1998 | The Replacement Killers                       | Collins               |
| 1998 | Six Days Seven Nights                         | Pierce                |
| 1999 | From Dusk till Dawn 2: Texas Blood Money      | Razor Eddie           |
| 1999 | Desert Heat                                   | Johnny Six Toes       |
| 2000 | Reindeer Games                                | Jumpy                 |
| 2000 | From Dusk till Dawn 3: The Hangman's Daughter | Razor Charlie         |
| 2000 | Animal Factory                                | Vito                  |
| 2001 | Spy Kids                                      | Machete               |
| 2001 | Bubble Boy                                    | Slim                  |
| 2002 | XXX                                           | El Jefe               |
| 2002 | Spy Kids 2: Island of Lost Dreams             | Machete Cortez        |
| 2002 | 13 Moons                                      | Bølle #2              |
| 2002 | The Salton Sea                                | Little Bill           |
| 2002 | The Hire: Beat the Devil                      | Bob                   |
| 2002 | Do It for Uncle Manny                         | Pedro                 |
| 2002 | Nightstalker                                  | Officer Frank Luis    |
| 2002 | Grand Theft Auto: Vice City                   | Umberto Robina        |
| 2003 | Once Upon a Time in Mexico                    | Cucuy                 |
| 2003 | Spy Kids 3-D: Game Over                       | Machete               |
| 2004 | Anchorman: The Legend of Ron Burgundy         | Bartender             |
| 2004 | Lost                                          | Edward James Archer   |
| 2005 | The Devil's Rejects                           | Rondo                 |
| 2005 | The Crow: Wicked Prayer                       | Harold                |
| 2005 | All Souls Day                                 | Vargas Diaz           |
| 2005 | Venice Underground                            | Papi                  |
| 2005 | Dreaming on Christmas                         | Train Driver          |
| 2005 | Tennis, Anyone...?                            | Hector                |
| 2005 | The Curse of El Charro                        | Stemmen til El Charro |
| 2005 | Nice Guys                                     | Shady                 |
| 2005 | Chasing Ghosts                                | Carlos Santiago       |
| 2006 | Sherrybaby                                    | Dean Walker           |
| 2006 | Furnace                                       | Fury                  |
| 2006 | TV: The Movie                                 | Ukendt                |
| 2006 | Danny Roane: First Time Director              | Hector                |
| 2006 | Hood of Horror                                | Derelict              |
| 2006 | Seven Mummies                                 | Apache                |
| 2006 | Taphephobia                                   | Creek                 |
| 2006 | The Devil Inside                              | Mondo                 |
| 2006 | Propensity                                    | Roy                   |
| 2006 | Living the Dream                              | Chuck                 |
| 2006 | Jack's Law                                    | Jack Santos           |
| 2007 | Grindhouse                                    | Machete               |
| 2007 | Delta Farce                                   | Carlos Santana        |
| 2007 | Halloween                                     | Ismael Cruz           |
| 2007 | Smiley Face                                   | Albert                |
| 2007 | Urban Justice                                 | El Chivo              |
| 2007 | Terra                                         | stemme                |
| 2007 | North by El Norte                             | Uncle John            |
| 2007 | Juan Frances: Live                            | E.J.                  |
| 2007 | The Blue Rose                                 | Junk                  |
| 2007 | On Bloody Sunday                              | The Ref               |
| 2008 | The Haunted World of El Superbeasto           | Rico (stemme)         |
| 2008 | Fanboys                                       | The Chief             |
| 2008 | Valley of Angels                              | Hector                |
| 2008 | Richard III                                   | Major                 |
| 2008 | La Linea                                      | Mario                 |
| 2008 | TToxic                                        | Antoine               |
| 2008 | Chinaman's Chance                             | Manolo                |
| 2008 | The Art of Travel                             | Limo Driver           |
| 2008 | Ranchero                                      | Capone                |
| 2008 | Jake's Corner                                 | Clint                 |
| 2008 | The Grind                                     | Nicholi Guzman        |
| 2008 | Through the Valley                            | Don Reyes             |
| 2008 | Eyeborgs                                      | G-Man                 |
| 2008 | Boston Girls                                  | Uncle Reggie          |
| 2008 | The No Sit List                               | Clyde aka The Guard   |
| 2008 | Necessary Evil                                | Barro                 |
| 2008 | We Gotta Get Buscemi                          | Ukendt                |
| 2009 | Dark Games                                    | Archie                |
| 2009 | Alone in the Dark II                          | Perry                 |
| 2009 | Modus Operandi                                | Director Holiday      |
| 2009 | Sin City 2                                    | Ukendt                |
| 2009 | Machete                                       | Machete               |